# Franny Armstrong
Franny Armstrong (3 febbraio 1972) è una regista britannica.

## Biografia
Franny Armstrong è nota per aver diretto i documentari Drowned Out, McLibel e The Age of Stupid, che hanno trattato rispettivamente gli argomenti del Narmada Dam Project, del caso McLibel e del cambiamento climatico. È stata tra le prime ad utilizzare la tecnica del crowdfunding.

## Filmografia
- Drowned Out (2002)
- Baked Alaska (2002)
- McLibel (2005)
- The Age of Stupid (2009)
- Pie Net Zero (2020)